# Dorsum Thera
Dorsum Thera ist ein sieben Kilometer langer Dorsum auf dem Erdmond, südwestlich des kleinen Kraters Courtney im Mare Imbrium. Seine mittleren Koordinaten sind 24° 24' N und 31° 24' W.
1976 entdeckt wollte die NASA den Dorsum zu Ehren von Anthony Kontaratos benennen. Dieser lehnte ab und schlug seinen Geburtsort Thira, den Hauptort der griechischen Insel Santorini vor.